# Lost Creek Township (Missouri)
Lost Creek Township est un township inactif, situé dans le comté de Wayne, dans le Missouri, aux États-Unis,.
Le township est fondé en 1872 et baptisé en référence au cours d'eau Lost Creek (en).

### Source de la traduction
- (en) Cet article est partiellement ou en totalité issu de l’article de Wikipédia en anglais intitulé « Lost Creek Township, Wayne County, Missouri » (voir la liste des auteurs).